# Szökésben (film, 1994)
A Szökésben (The Getaway) egy 1994-ben bemutatott krimi, Roger Donaldson rendezésében. A forgatókönyvet Walter Hill és Amy Holden Jones írta, Jim Thompson azonos című, 1958-as regénye alapján. A főszerepben Alec Baldwin és Kim Basinger látható.

## Szereposztás
A magyar szinkronszereplők az iszdb.hu alapján.
| Színész                | Szereplő           | 1. szinkron (1994)   | 2. szinkron (?)     |
| ---------------------- | ------------------ | -------------------- | ------------------- |
| Alec Baldwin           | Carter 'Doc' McCoy | Szabó Sipos Barnabás | Csankó Zoltán       |
| Kim Basinger           | Carol McCoy        | Kovács Nóra          | Kovács Nóra         |
| Michael Madsen         | Rudy Travis        | Konrád Antal         | Szabó Győző         |
| James Woods            | Jack Benyon        | Barbinek Péter       | Kőszegi Ákos        |
| David Morse            | Jim Deer Jackson   | Csuja Imre           |                     |
| Jennifer Tilly         | Fran Carvey        | Biró Anikó           |                     |
| James Stephens         | Harold Carvey      |                      | Barabás Kiss Zoltán |
| Richard Farnsworth     | Slim               | Komlós András        | Izsóf Vilmos        |
| Philip Seymour Hoffman | Frank Hansen       | Csuha Lajos          |                     |
| Burton Gilliam         | Gollie             | Melis Gábor          | Epres Attila        |
| Royce D. Applegate     | Fegyverbolti eladó | Kisfalussy Bálint    | Epres Attila        |
| Daniel Villarreal      | Luis Mendoza       | Markovics Tamás      |                     |
| Alex Colon             | Ramon              | Várkonyi András      |                     |
| Boots Southerland      | Taxisofőr          | Varga Tamás          | Melis Gábor         |
| Maurice Orozco         | Jose, határőr      | Varga Tamás          | Melis Gábor         |
| Gary Kirk              | Rendőr             | Várkonyi András      |                     |

## Remake
A film Sam Peckinpah A szökés című 1972-es krimijének remake-je, amelyben a főszereplő szökevény szerelmespárt Steve McQueen és Ali MacGraw alakította.

## Forgatás
A filmet az arizonai Yuma, Phoenix és  Prescott településeken forgatták 1993 tavaszán.

## Fogadtatás és bevétel
A Szökésben kritikai fogadtatása negatív. A Rotten Tomatoes oldalán összegyűjtött kritikák alapján huszonegy kritikusból tizennégy negatívan és hét kritikus pozitívan értékelte a filmet.
A filmet 1994. február 11-én mutatták be az észak-amerikai mozik. Nyitóhétvégéjén második helyen végzett (lemaradva a második hete műsoron lévő Ace Ventura: Állati nyomozó című film mögött, de megelőzve a szintén debütáló Csekkben a tenger című vígjátékot) 5 806 515 dollár bevétellel. Összességében több mint 30 millió dollárt hozott a világon.

## Díjak és jelölések
| Év   | Díj                           | Kategória                  | Jelölt       | Eredmény |
| ---- | ----------------------------- | -------------------------- | ------------ | -------- |
| 1994 | MTV Movie Awards              | Legkívánatosabb színésznő  | Kim Basinger | Jelölve  |
| 1995 | Arany Málna díj               | Legrosszabb női főszereplő | Kim Basinger | Jelölve  |
| 1994 | The Stinkers Bad Movie Awards | Legrosszabb női főszereplő | Kim Basinger | Jelölve  |

## Fordítás
- Ez a szócikk részben vagy egészben  a   The Getaway (1994 film) című angol Wikipédia-szócikk fordításán alapul.  Az eredeti cikk szerkesztőit annak laptörténete sorolja fel. Ez a jelzés csupán a megfogalmazás eredetét és a szerzői jogokat jelzi, nem szolgál a cikkben szereplő információk forrásmegjelöléseként.

## További információ
- Szökésben a PORT.hu-n (magyarul)
- Szökésben az Internet Movie Database-ben (angolul)
- Szökésben a Rotten Tomatoeson (angolul)
- Szökésben a Box Office Mojón (angolul)